# Apurimacia boliviana
Apurimacia boliviana är en ärtväxtart som först beskrevs av Nathaniel Lord Britton, och fick sitt nu gällande namn av Matt Lavin. Apurimacia boliviana ingår i släktet Apurimacia och familjen ärtväxter. Inga underarter finns listade i Catalogue of Life.